# Clubiona janae
Clubiona janae är en spindelart som beskrevs av Edwards 1958. Clubiona janae ingår i släktet Clubiona och familjen säckspindlar. Inga underarter finns listade i Catalogue of Life.